# Aconzarba reussi
Aconzarba reussi is een vlinder van de familie van de uilen (Noctuidae). De wetenschappelijke naam van deze soort is voor het eerst voorgesteld als Ozarba reussi door Embrik Strand in een publicatie uit 1911.
De soort komt voor in Somalië, Kenia, Tanzania en Saudi-Arabië.